# Schade ex haerede
De schade ex haerede zijn in België de 'pijnen en smarten' geleden door het slachtoffer van een dodelijk ongeval voor zijn overlijden. De vergoeding van deze schade komt toe aan de erfgenamen van de overledenen. De schadevergoeding ex heaerede is de schadevergoeding die de overledene zelf had kunnen vragen voor de pijnen en de smarten die hij geleden heeft tussen het ongeval en zijn overlijden. 
Er kan alleen schade ex haerede zijn wanneer het slachtoffer bij bewustzijn is geweest. Er kan geen schade ex haerede bestaan wanneer het slachtoffer bij het ongeval op slag dood was. 
De schadevergoeding zal hoger liggen indien het slachtoffer zich bewust moet geweest zijn van zijn nakend overlijden. 
De schade ex haerede is morele schade. Er wordt een morele schadevergoeding voor toegekend. Deze schadevergoeding zal ex aequo et bono worden geraamd. 
Indien het slachtoffer zich bewust was van zijn nakend overlijden, kan hiervoor als vergoeding voor morele schade aan de rechthebbende een forfaitair bedrag van 75 euro per dag toegekend worden (zie de zogenaamde indicatieve tabel).